# Obermühle (Kirchensittenbach)
Obermühle ist ein Gemeindeteil der Gemeinde Kirchensittenbach im Landkreis Nürnberger Land (Mittelfranken, Bayern). Obermühle liegt in der Gemarkung Algersdorf.

## Geografie
Die Einöde liegt im Sittenbachtal und befindet sich etwa dreieinhalb Kilometer nordnordwestlich des Ortszentrums von Kirchensittenbach. Östlich von Obermühle führt die Staatsstraße 2246 (Anschlussstelle Hormersdorf-Henfenfeld) vorbei.

## Geschichte
Die Obermühle gehört Mitte des 14. Jahrhunderts zum Amt Osternohe des Fürstentums Ansbach, der Hohenzollern. An Abgaben werden geleistet: 3 sh 30 hl, 18 Käse, 4 Hühner, 12 Meß Korn und 11 Meß Hafer (nach Hersbrucker Maß). Im Reichssteuerregister von 1497 des Fürstentums Brandenburg Ansbach-Kulmbach unterhalbs Gebirgs ist die Obermühle wie folgend aufgeführt:

„Obermull Wolflin Weysmantl, Margareth, sein weyb, margareth, sein mutter, Hans, sein bruder“

Laut Salbuch von 1530 gibt Wolf Müller von der Obermühle an die Grundherrschaft Osternohe jeweils an Walburgis (1.5.) und Michaelis (28.9.) 11⁄2 Ort, zudem am Obersten (6.1.) 35 Pfg an Geld. Zur Mühle geören 5 Tgw. Wiesen, 5 Tgw. Acker und 81⁄2 Tgw. Wald.
Bis 1806 bleibt die Grundherrschaft über die Obermühle beim Amt Osternohe, wobei das Amt Osternohe durch Teilung des Fürstentums 1437 zum Fürstentum Kulmbach kam. Die Mühle ist nach Kirchensittenbach gepfarrt. Den Zehnt haben die von Breitenstein inne.
Durch die zu Beginn des 19. Jahrhunderts im Königreich Bayern durchgeführten Verwaltungsreformen wurde der Ort zu einem Bestandteil der Ruralgemeinde Algersdorf. Im Jahr 1964 zählte die Obermühle vier Einwohner.
Im Zuge der Gebietsreform in Bayern wurde die Obermühle zusammen mit der gesamten Gemeinde Algersdorf 1971 in die Gemeinde Kirchensittenbach eingegliedert.

### Vatermord auf der Obermühle

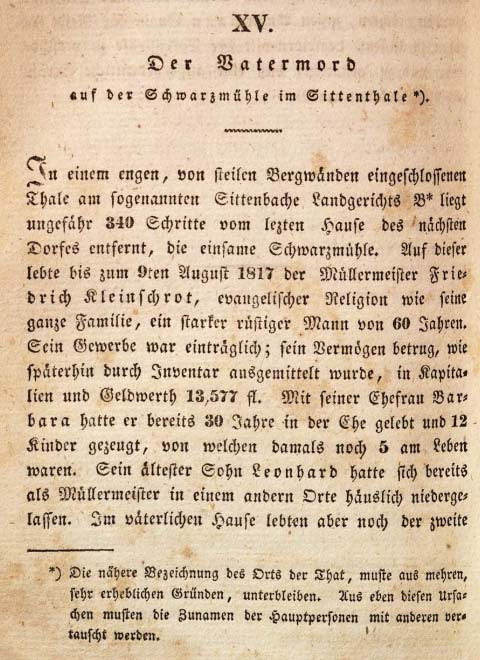
Beginn des Kapitels in Johann Paul Anselm von Feuerbachs Buch, das den Vatermord auf der Obermühle im Sittenbachtal behandelt – die Namen wurden durch Feuerbach damals geändert

Im August 1817 war die Obermühle der Tatort eines Vatermordes, der später vor dem Landgericht Herspruck verhandelt wurde. Der Jurist Anselm von Feuerbach, Begründer der modernen deutschen Strafrechtslehre, hat den Fall in seinem Buch "Aktenmäßige Darstellung merkwürdiger Verbrechen" (Gießen 1828–1829) ausführlich behandelt. Unter dem Titel Der Vatermord auf der Schwarzmühle im Sittental beschreibt Feuerbach den Tathergang, die Beweggründe und die gerichtliche Verhandlung. Da die Tat bei Erscheinen des Buches erst 12 Jahre zurücklag, hat er Orts- und Personennamen geändert. Der Prozess gegen den Mörder und seine Helfer endete mit Kettenstrafe bzw. Zuchthaus.
Am 10. Juli 2021 wurde dieser Stoff als Musical (Musik: Matthias Lange; Texte: Rebecca Brinkmann; Produktionsleitung: Luna Mittig) am Originalschauplatz umgesetzt.

### Vorlage für den Roman Via Mala
John Knittel verwendete diese historische Begebenheit als Vorlage für seinen 1933 in englischer Sprache veröffentlichten Roman Via Mala. In diesem Roman verlegte John Knittel allerdings den Ort des Geschehens in den schweizerischen Kanton Graubünden und die Via-Mala-Schlucht, in deren Nähe er auch das fiktive Städtchen Andruss ansiedelte.

## Heutige Nutzung

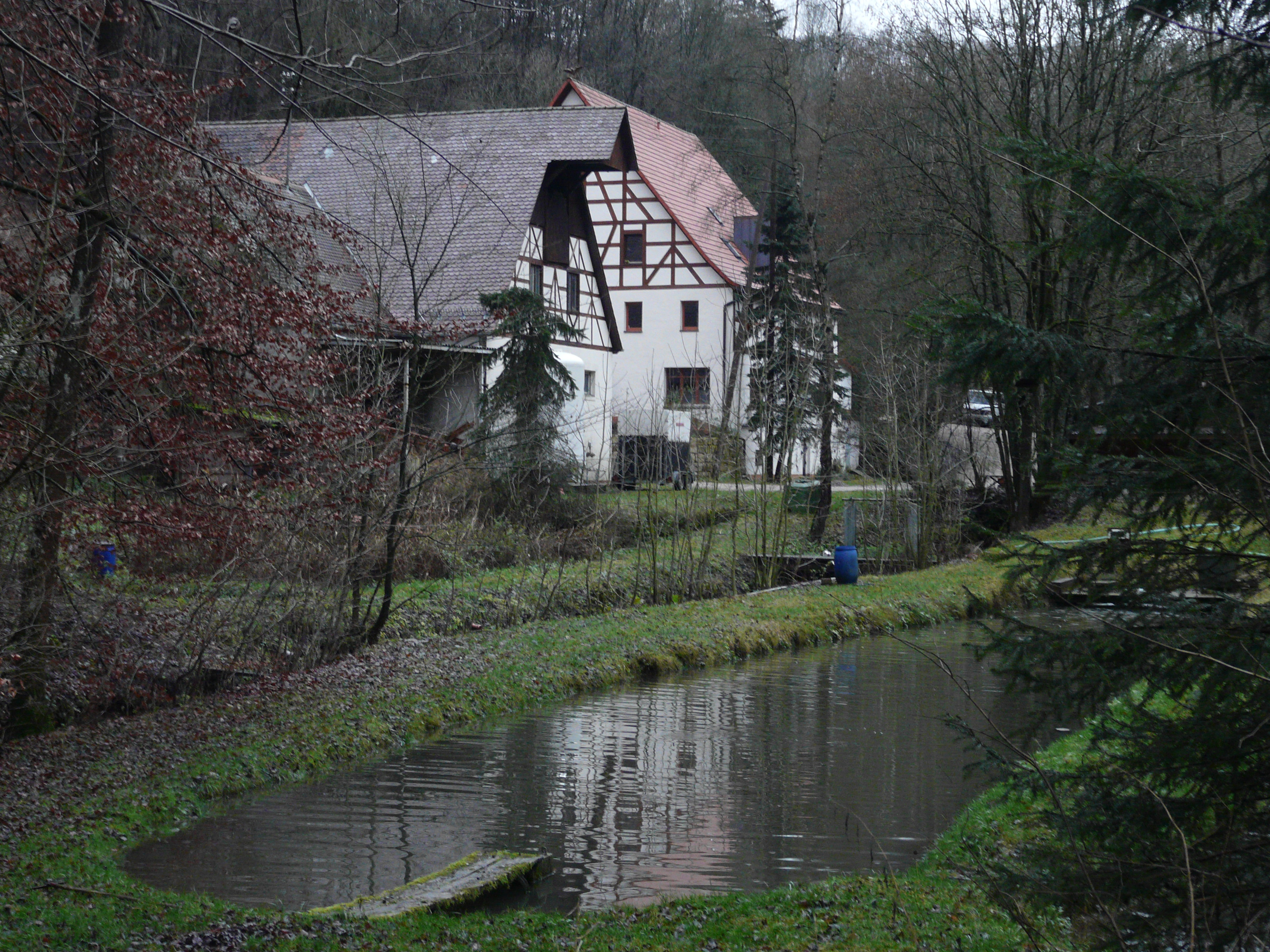
Das Areal der Obermühle

Eine Mühlenfunktion erfüllt die Obermühle heute nicht mehr. Stattdessen wird das Areal der Obermühle nunmehr als Eventlocation sowie von einem angegliederten Konzept-Hofladen genutzt. In anliegenden Teichen, die vom Sittenbach gespeist werden, wird regionale Fischzucht betrieben.